# Najdłuższa podróż (film)
Najdłuższa podróż (ang. The Longest Ride) – amerykański melodramat z 2015 roku w reżyserii George’a Tillmana Jr., na podstawie powieści Nicholasa Sparksa o tym samym tytule. Premiera filmu odbyła się 10 kwietnia 2015 roku w Stanach Zjednoczonych.

## Fabuła
Luke Collins (Scott Eastwood) jest profesjonalnym ujeżdżaczem byków, który uległ poważnemu wypadkowi podczas jednego z turniejów. Rok później wraca do zawodów. Na imprezie poznaje Sophię Danko (Britt Robertson), młodą miłośniczkę sztuki z wielkimi planami na przyszłość. Chłopak zaprasza ją na randkę. Gdy wracają ze spotkania, Luke zauważa we mgle auto rozbite w lesie. Oboje pomagają starszemu człowiekowi, który utknął w pojeździe. Sophia zabiera z samochodu pudełko o którym mówi kierowca.
Sophia odwiedza mężczyznę, Irę Levinstona (Alan Alda), w szpitalu. Czyta mu listy znalezione w pudełku, które opowiadają o miłości do jego zmarłej żony, Ruth (Oona Chaplin) w 1940 roku. Dziewczyna dowiaduje się, że Ira po wielu perypetiach oświadczył się Ruth, której marzeniem było mieć wielką rodzinę. W czasie II Wojny Światowej Ira został ciężko ranny, w wyniku czego stracił możliwość posiadania potomstwa. Po powrocie odciął się od Ruth, jednak jej miłość przezwyciężyła tragedię. Zamieszkali razem i udekorowali dom dużą liczbą obrazów, które Ruth kochała, żeby zapełnić pustkę po niespełnionym marzeniu.
Luke kontynuuje ujeżdżanie byków pomimo ryzyka kolejnej kontuzji. W międzyczasie coraz bardziej zakochuje się z wzajemnością w Sophii. Dziewczyna wciąż odwiedza Irę, który wyszedł ze szpitala. Sophia odbiera telefon od przyszłej szefowej z Nowego Jorku, która zaprasza ją na wystawę sztuki w Charlotte. Dziewczyna zaprasza Luke'a. Podczas wydarzenia chłopak kieruje do szefowej Sophii obraźliwy komentarz, który powoduje kłótnię między zakochanymi. Dochodzą do wniosku, że ich światy są zbyt inne, by mogli być razem. Zasmucona Sophia przychodzi do Iry po radę. Starzec opowiada jej historię o próbie adopcji wspaniałego chłopca, którego Ruth uczyła w szkole, i do którego się przywiązała. Adopcja nie doszła do skutku przez wzgląd na opiekunów, co załamało młodą kobietę.
W międzyczasie Luke spada z byka podczas jednego z konkursów, co skutkuje wizytą w szpitalu. Ignoruje zalecenia lekarza, postanawiając nie przerywać kariery. Potrzebuje pieniędzy, żeby wspomóc matkę w prowadzeniu rancza. Sophia nie potrafi się pogodzić z decyzją chłopaka, co kończy ich związek. W przebłyskach przeszłości, Ruth również odchodzi od męża, gdyż nie może się pogodzić z brakiem dzieci. Jednakże po kilku tygodniach kobieta wraca i małżeństwo wyznaje sobie miłość.
W czasach obecnych, pewnego dnia po śmierci Ruth, Irę odwiedza kobieta będąca żoną chłopca, którego Ruth chciała adoptować będąc nauczycielką. Okazuje się, że mężczyzna ten – Daniel – zmarł. Kobieta wręczyła starszemu człowiekowi portret Ruth namalowany przez Daniela oraz fotografię Ruth i Iry, którą Luke znalazł w samochodzie w dniu wypadku Iry. Wiadomość na odwrocie głosiła: „Ruth Levinson, nauczycielka trzeciej klasy. Powiedziała mi, że mogę być kimkolwiek chcę, gdy dorosnę”.
Po jakimś czasie Sophia i Luke otrzymują zawiadomienie od adwokata o śmierci Iry. Dostają również zaproszenie na aukcję, na której mają zostać sprzedane wszystkie obrazy zebrane przez małżeństwo w ciągu całego życia. Luke postanawia iść na finałowe zawody, jednak brak Sophii na trybunach powoduje w chłopaku zawód i smutek. Przybywa na aukcję, na której kupuje pierwszy wystawiony obraz i oznajmia Sophi, że kończy z ujeżdżaniem byków. Okazuje się, że kupno tego obrazu – portretu Ruth, wiązało się z odziedziczeniem całej kolekcji, wartej dziesiątki milionów.
Rok później Luke i Sophia są małżeństwem. Zbudowali muzeum poświęcone pamięci Ruth i Iry, a także zachowali ranczo. W ostatniej scenie Luke zabiera Sophię do starego uniwersytetu, w którym Ruth i Ira spędzali swoje rocznice.

## Obsada
- Britt Robertson jako Sophia Danko
- Scott Eastwood jako Luke Collins
- Alan Alda jako Ira Levinson
- Jack Huston jako młody Ira
- Oona Chaplin jako Młoda Ruth
- Melissa Benoist jako Marcia
- Lolita Davidovich jako Kate Collins
- Elea Oberon jako pani Pfeffer

## Produkcja
Zdjęcia do filmu rozpoczęły się 16 czerwca 2014 roku w Willmington i Winston-Salem w Karolinie Północnej. Większość scen z rodeo było nakręconych w Jacksonville.

## Nagrody
| Nagroda                | Kategoria                          | Wynik     |
| ---------------------- | ---------------------------------- | --------- |
| People's choice awards | Najlepszy melodramat               | Nominacja |
| Teen Choice Awards     | Ulubiony aktor: Scott Eastwood     | Wygrana   |
| Teen Choice Awards     | Najlepszy dramat                   | Nominacja |
| Teen Choice Awards     | Najlepsza aktorka: Britt Robertson | Nominacja |